# Brandon (DJ)
Brandon (bürgerlich: Brandon Hovsepian) ist ein deutscher DJ und Musikproduzent aus Köln. Er ist ein bedeutender Vertreter des EDM-Genres G-House und steht bei Confession unter Vertrag. Als DJ hat er regelmäßig Auftritte bei Festivals wie Parookaville, World Club Dome und Nature One sowie als Resident-DJ im Bootshaus.

## Werdegang
Hovsepian begann 2011 als DJ für verschiedene Genres und legte in Kölner Clubs auf. 2015 spielte er erstmals im Bootshaus bei einer Veranstaltung mit Chuckie und wurde Resident-DJ beim Strabi Festival. Anfang 2018 gewann Brandon den Newcomer DJ-Contest im Bootshaus. Es folgten Auftritte bei den Festivals World Club Dome, Ruhr In Love, Rhein in Flammen, Parookaville, New Horizons und World Club Dome Winter. Seit Ende 2018 ist er auch Resident-DJ im Bootshaus und fungierte dort als Support-Act für u. a. DJ Snake und Oliver Heldens. Ein Jahr später erschienen seine erste Label-Veröffentlichung sowie offizielle Remixe für Twoloud, Alexander Marcus und Dario Rodriguez. 2019 spielte er erneut auf den Festivals des Vorjahres.
2021 erfolgte mit Miutu das erste Lied auf Tchamis Label Confession. Es erreichte Rang #8 der Beatport-Charts im Bereich Bass House und wurde von den DJs Don Diablo, Ostblockschlampen und David Puentez aufgegriffen. Außerdem produzierte er weitere Remixe für Tujamo und David Puentez sowie eine Single auf dem Label von Lost Frequencies. Die Kollaboration Let's Try It mit Marten Hørger wurde auf der Label-Kompilation Confession X Night Bass: The Album veröffentlicht. Es erreichte Rang #2 der Beatport-Charts im Bereich Bass House und war 486 Tage in den Top 100 gelistet. Das Lied war Bestandteil der Mainstage-Shows von Tchami und Alesso bei u. a. Tomorrowland, Ultra und Creamfields. Dazu wurde es mehrfach beim EDC Las Vegas und Parookaville aufgeführt. Durch Let's Try It sowie die ebenfalls auf Beatport erfolgreichen Songs Shades On und Watch Me Move erlangte Brandon internationale Beachtung. Mit Clock Ticker gelang ihm erstmals eine Nummer-1-Platzierung, nachdem das Lied auf TikTok viral ging. Das Fachmagazin DJ Mag Germany zählte Brandon zu seinen Ones to watch für 2023 und begründete dies mit seinen Festivalauftritten und den Veröffentlichungen auf Confession und Found Frequencies. Auch das Frontview Magazine hob sein „innovatives Sounddesign“ beim Song Going Gone hervor. Marten Hørger nannte ihn bei der Umfrage der Top 100 DJs zum Rising star DJ/producer of 2023. Mit Ravers Bounce erreichte er erneut die Spitzenplatzierung der Beatport Bass House Charts.
Seit 2022 hatte Brandon mehrfach Auftritte bei Parookaville, World Club Dome und Nature One, außerdem spielte er auf den Festivals Echelon, Electrisize, Open Beatz, San Hejmo sowie beim Amsterdam Dance Event. Anfang 2024 legte er bei einer Show im Rahmen der Miami Music Week auf.

## Stil
Brandon zählt zu den deutschen Vorreitern des G-House. Bei Garage-House handelt es sich um ein basslastiges Genre der Electronic Dance Music und besitzt Elemente aus Future-House, Rap und Bass-House. Durch seine Tätigkeit als DJ in von R‘n‘B, Hip-Hop und Rap geprägten Clubs zu Beginn seiner Karriere entdeckte er G-House für sich. Inspiriert von seinen Erfahrungen in den Szenen von London und Los Angeles entwickelte er seinen G-House Stil mit Einflüssen des Hip-Hops. Weiterhin beinhaltet sein typischer Stil Produktionen im Bereich Bass-House. So gehörte er 2022 zu den Top 10 der kommerziell erfolgreichsten Bass House Künstler auf Beatport.

## Diskografie

### Singles
- 2019: Bass Revolution [Weplay]
- 2020: Garados
- 2021: Miutu [Confession]
- 2021: On The Corner [Tonspiel]
- 2021: Alright [Found Frequencies]
- 2021: Shades On
- 2022: Lets Try It (mit Marten Hørger) [Night Bass]
- 2022: Clock Ticker [Confession]
- 2022: Gucci Slides [Ministry Of Sound]
- 2023: Watch Me Move
- 2023: Going Gone [Confession]
- 2023: Dance In Chicago [Solotoko]
- 2023: Ravers Bounce [Confession]
- 2024: Night Heater
- 2024: Tesla [Confession]

### Remixe
- 2019: twoloud – Be The One [Playbox]
- 2019: Dominica – I Gotta Let U Go [Tonspiel]
- 2019: Dario Rodriguez – Supernova
- 2019: Alexander Marcus – Hawaii Toast Song [Kontor]
- 2021: Tujamo – Enough Of You [Virgin]
- 2021: David Puentez – Banana [Warner]